# 田畑光永
田畑 光永（たばた みつなが、1935年8月29日 - 2025年5月7日）は、日本のジャーナリスト。TBSスパークル（旧：キャスト・プラス）所属。

## 経歴
東京府出身。東京都立日比谷高等学校、東京外国語大学外国語学部中国語学科卒業後、1960年、東京放送（現：TBSテレビ）に報道記者として入社。中国政治を主たる専門領域とし、1972年の田中角栄首相の日中国交正常化の際にも同行取材を行った。
『JNN報道特集』キャスター、『朝のホットライン』コメンテーター（1981年9月 - 1982年3月）を経て、1984年10月から1988年9月まで『JNNニュースコープ』のメインキャスターを務めた。後に同年10月からの1年間、『JNNニュースデスク'88→JNNニュースデスク'89』でコメンテーターを務めた。
この他TBS北京支局長、香港支局長などを歴任。TBSを定年退職後は、法政大学客員教授を経て、2006年まで神奈川大学経営学部の教授を務めた。テレビ朝日系『朝まで生テレビ!』で討論者として出演した他、かつてはTBS系『サンデーモーニング』、テレビ朝日系（一部の地域を除く）『やじうまワイド』にコメンテーターとしても出演していた。
神奈川大学を退職後、2007年よりインターネット上に、護憲・軍縮・共生を掲げるブログ「リベラル21」を開設し、自身も「暴論珍説メモ」を連載している。
1985年8月12日（月曜日）に発生した日航ジャンボ機墜落事故の日は『JNNニュースコープ』の他に深夜『JNNニュースデスク』のキャスターを務めた。当時のキャスターだった加藤和雄（共同通信社）の代役。
妻の田畑佐和子は、元岩波書店の編集者であり中国文学の研究者。
2009年12月15日、天皇の1ヶ月ルールを無視して急遽設定された面談（天皇特例会見）についても、「中国では昔から君子に逢うことを重視しており、副主席が面談することは天皇陛下の政治利用にはならない」とのコメントをしている。
2025年5月7日に死去。89歳没。

## 著書
- 『中国を知る』岩波ジュニア新書、1990
- 『鄧小平の遺産 離心・流動の中国』岩波新書、1995
- 『「中国のしくみ」が手短にわかる講座 経済成長を続ける巨大国家の実体を探り、その行方を見極めるために』ナツメ社・らくらく入門塾、2003
- 『勝った中国・負けた日本　記事が映す断絶八年の転変　一九四五年～一九五二年』御茶の水書房、2015

## 訳書
- 『天雲山伝奇 中国告発小説集』田畑佐和子共編訳　亜紀書房　1981
- 梁恒、ジュディス・シャピロ『中国の冬―私が生きた文革の日々』サイマル出版会、1984
- スターリング・シーグレーブ『宋王朝 中国の富と権力を支配した一族の物語』サイマル出版会　1986
  - 『宋家王朝　中国の富と権力を支配した一族の物語』岩波現代文庫 2006。各・上下
- 聶衛平『私の囲碁の道』岩波書店、1988
- ジム・マン『北京ジープ 夢の合弁から失望へ アメリカンビジネスの挫折』ジャパンタイムス、1990
- ジェームズ・ラル『テレビが中国を変えた』岩波書店、1994

## テレビ出演

### TBS時代
レギュラー番組
| 期間      | 期間      | 番組名                    | 役職                 |
| --------- | --------- | ------------------------- | -------------------- |
| 1980.10.4 | 1986.9    | JNN報道特集               | キャスター           |
| 1984.10.8 | 1988.10.2 | JNNニュースコープ         | 平日メインキャスター |
| 1988.10.3 | 1989.9.29 | JNNニュースデスク'88・'89 | コメンテーター       |

レギュラー番組以外
- 報道スペシャル列島全中継 国鉄最後の夜（TBSテレビ・1987年3月31日、竹下景子と司会進行）
- JNN北京支局特派員
- JNN北京支局長
- JNN香港支局長

### 退職後
- サンデーモーニング（TBS）
- やじうまワイド（テレビ朝日・1998年頃）
- アナザーストーリーズ 運命の分岐点（NHK総合　2022年12月16日生放送「小澤征爾悲願のタクト～北京に流れたブラームス～」　小沢が中国で指揮をした1978年当時、北京特派員で取材しており、その証言者として）